# SONICFLOOd
SONICFLOOd est un groupe de rock et de louange américain, basé à Nashville. Ils ont commencé en 1999 avec leur premier album, SONICFLOOd.

## Discographie
- SONICFLOOd (1999)
- SONICPRAISe (2001)
- Resonate (2001)
- Cry Holy (2003)
- Gold (2004)
- This Generation (2004)
- Glimpse (2006)

## Membres
Membres actuels (2006)
- Rick Heil - voix, guitare (1999-présent)
- Jordan Jameson - guitare
- Trey Hill - guitare
- Grant Norsworthy - basse
- Chris Kimmerer - percussion

Membres passés
- Jeff Deyo - voix, guitare
- Jason Halbert - piano
- Dwayne Larring - guitare
- Aaron Blanton - percussion
- Otto Price - basse (1999)